# Primula arunachalensis
Primula arunachalensis är en viveväxtart som beskrevs av S.K. Basak och G.G. Maiti. Primula arunachalensis ingår i släktet vivor, och familjen viveväxter. Inga underarter finns listade i Catalogue of Life.